# Rolf Junghanns
Rolf Junghanns (* 19. August 1945 in Gotha; † 11. April 1993 in Bad Krozingen) war ein deutscher Pianist, Cembalist und Musikwissenschaftler.

## Leben und Wirken
Rolf Junghanns studierte bei Fritz Neumeyer an der Freiburger Musikhochschule historische Tasteninstrumente und Generalbass. Seit 1970 unterrichtete er selbst historische Tasteninstrumente und Generalbass an der Schola Cantorum Basiliensis. Sein Interesse galt dem Spiel auf historischen Instrumenten. Er wurde Spezialist für die Aufführungspraxis alter Musik auf historischen Tasteninstrumenten. Neben seiner Lehrtätigkeit trat er durch eine rege Konzert- und Rundfunktätigkeit im In- und Ausland hervor. 1985 mietete Junghanns zusammen mit Bradford Tracey in Berlin-Friedenau einen Saal, den er zum Kammermusiksaal Friedenau umbauen ließ. Mit einem Konzert am 7. April 1986 begann er mit Tracey und befreundeten Musikern die „Friedenauer Kammerkonzerte“, nach Traceys Tod war er 1987 bis 1993 Leiter der „Friedenauer Kammerkonzerte“, die auch nach seinem frühen Tod bis heute weiter geführt werden. Sein Spiel ist durch zahlreiche Schallplattenaufnahmen dokumentiert.
Er erbte nach Fritz Neumeyers Tod die „Sammlung historischer Tasteninstrumente Fritz Neumeyer“, die er zusammen mit Bradford Tracey betreute. Nach dem Tod der drei Eigentümer wurde die Sammlung in eine Stiftung überführt. Sie ist weiterhin im Schloss von Bad Krozingen untergebracht und zu besichtigen.